# Ivellio
Ivellio, Degl'Ivellio (hrv. Iveljić), splitska patricijska obitelj podrijetlom s otoka Brača gdje se u izvorima spominje još od 13. stoljeća. U pučiškim župnim knjigama zapisani su kao Iveljići, ali od 1626. godine latiniziraju prezime u Ivellio. Obitelj se nalazi u Splitu od sredine 17. stoljeća, a trajno se nastanjuje 1718. godine, nakon čega su uskoro primljeni u splitsko plemićko vijeće, a Mlečani su im dodijelili naslov grofova (conte).

## Povijest
Obitelj Ivellio je podrijetlom iz Pučišća na otoku Braču gdje su posjedovali dvorac i velike posjede koji su kasnije ženidbom prešli u vlasništvo obitelji Dešković. Od početka 18. stoljeća trajno se naseljavaju u Splitu gdje su postali članovi gradskog plemstva.
Ivan Krstitelj (1774. – 1843.) dobio je 29. ožujka 1822. godine potvrdu plemstva od Austrije. Odvjetnik Nikola (1767. – 1831.) bio je jedan od osnivača masonske lože za vrijeme francuske uprave i načelnik Splita.
Danas pojedini članovi obitelji žive u Dubrovniku, Zagrebu i Beču.